# 利诺萨岛
利诺萨岛是地中海中部佩拉杰群岛中的一座岛屿，行政上隶属于意大利阿格里真托省蘭佩杜薩和利諾薩市鎮，面积5.45平方千米，是一座由火山作用形成的岛屿。利诺萨岛地处佩拉杰群岛东北部，西南距佩拉杰群岛最大岛屿兰佩杜萨岛43公里。人口约450人。经济以旅游业为主。